# 一叶羊耳蒜
一叶羊耳蒜（学名：Liparis bootanensis）为兰科羊耳蒜属下的一个种。

## 扩展阅读
- 维基共享资源上的相關多媒體資源：一叶羊耳蒜